# Луи XIX
Луи Антоан д`Артоа, херцог на Ангулем, граф Дьо Марн, дофин на Франция след възкачването на трона на баща му Шарл X. След смъртта на баща му обявен от роялистите за крал под името Луи XIX, който управлявал само 20 минути! Син на Шарл X и Мария Тереза Савойска.
На 10 юни 1799 г. се жени за братовчедка си Мари Терез Шарлот, дъщеря на Луи XVI. През 1823 г. командва изпратените от баща му военни части в Испания, печели битката при Трокадеро и възстановява на трона Фернандо VII.
Умира в изгнание в Гориция, Австрийска империя (днес в пределите на Италия) и е погребан във францисканския манастир в Нова Горица, Словения.